# Quararibea longiflora
Quararibea longiflora là một loài thực vật có hoa trong họ Cẩm quỳ. Loài này được (Gleason) Cuatrec. miêu tả khoa học đầu tiên năm 1949.